# La Torrassa (Espot)
La Torrassa és una torre de defensa medieval del terme municipal d'Espot, a la comarca del Pallars Sobirà. Està situada a la dreta de la Noguera Pallaresa, al costat de ponent de la Central hidroelèctrica d'Espot, però fora de les instal·lacions de la central.
Possiblement subsidiària del Castell de Llort, la Torrassa controlava i defensava el pas d'entrada a la Vall d'Àneu: en constituïa la línia defensiva de l'entrada meridional a la vall, amb el Castell d'Escaló com a centre, juntament amb el Castellot d'Estaís, els castells d'Escart, Llort, Castell de Berrós i Llavorre, constituïa la línia defensiva d'accés meridional a la Vall d'Àneu.
Torre de vigia i defensa, situada sobre un enlairat repetjó, dominant la vall de la Noguera Pallaressa. De planta circular i massissos murs de pedra pissarrosa sense desbastar. Actualment els murs només arriben fins al nivell d'un pis. Aquesta torre formava part de l'antic sistema defensiu de la vall d'Aneu, en comunicació amb Escaló i amb la torre que existia a Burgo.